# Mitsuo Kamata
Mitsuo Kamata (Prefectura d'Ibaraki, Japó, 16 de desembre de 1937), és un exfutbolista japonès.

## Selecció japonesa
Mitsuo Kamata va disputar 44 partits amb la selecció japonesa.